# Warsz
Warsz (Warcisław) (ur. ???, zm. ???) – miecznik sandomierski, stolnik sandomierski, kasztelan lubelski, wojewoda sandomierski, kasztelan krakowski.
Współpracownik Bolesława Wstydliwego. Bliski krewny (prawdopodobnie brat) Sięgniewa – kasztelana lubelskiego w latach 1252–1255 a następnie  wojewody sandomierskiego i kasztelana krakowskiego. W 1266 brał udział w wyprawie na Ruś. Podczas konfliktu czesko-węgierskiego dowodził ekspedycją wojsk małopolskich na Księstwo wrocławskie. 23 lutego 1280, wspólnie z wojewodą krakowskim Piotrem z Bogorii i wojewodą sandomierskim Januszem Starżą, dowodził rycerstwem w bitwie pod Goźlicami.

## Pieczęć Warsza
Jedna z najstarszych zachowanych pieczęci szlacheckich. Odcisk pieczęci, przy dokumentach przechowywanych w klasztorze w Mogile, z roku 1278 jest tak opisywany: "na pasmie zielonego fijoletowego i czerwonego jedwabiu przedstawia w obwódce romboidalnej ze ściętemi rogami krzyż przecinający wszystkiemi czterema ramionami swemi mniejsze od niego kółko każde ramię znowu jest przecięte poprzeczną kreską poza obwodem kółka tak że tym sposobem powstają cztery pomniejsze krzyże umieszczone na końcach większego w obwodzie napis S. VARSONIS...".
Drugi odcisk podobnej pieczęci tej samej osoby z r. 1279 opisywany następująco "ośmioboczna, w zwykłym wyciśnięta wosku, przedstawiająca pierścień, z którego ze środka cztery krzyże na cztery strony wybiegają. W otoku napis S. WARSII. CASTELLANI. CRACOVN."
W encyklopedii staropolskiej Glogera napis ten odczytany jest jako "S. Warsii Castellani Cracovii"
Znak zawarty na tych pieczęciach jest przedmiotem hipotezy Piekosińskiego o tym, że był znakiem przedheraldycznym Wrszowców, a co za tym idzie, być może także Rawitów, z kolei Małecki podaje, że na poparcie tej czy przeciwnej hipotezy nie mamy żadnych dowodów.

## Kariera
- 1250 – miecznik sandomierski
- 1255 – stolnik sandomierski
- 1259 – kasztelan lubelski
- 1264 – prawdopodobnie ponownie kasztelan lubelski
- 1268 – wojewoda sandomierski
- 1270 – kasztelan krakowski